# 卡莎·斯特拉斯
卡莎·斯特拉斯（Kasia Struss；1987年11月23日—），波蘭超級名模。她是高級時裝品牌：Jil Sander、Miu Miu及Alberta Feretti的代言人。卡莎上過Numero Tokyo、Vogue Italia及W Korea等雜誌封面或內頁，也有參與Prada、Chanel、Gucci等著名時裝及奢侈品的時裝展。